# Saterfrisisk
Saterfrisisk, også kendt som Saterland-frisisk eller saterlandsk, er den sidste levende dialekt af det østfrisiske sprog. Det er nært beslægtet med de andre frisiske sprog. Saterfrisisk tales af omkring 2.000 mennesker i Saterland, der ligger i den tyske delstat Nedersaksen.
| Sprog | Spire Denne artikel om sprog er en spire som bør udbygges. Du er velkommen til at hjælpe Wikipedia ved at udvide den. |